# Galium coloradoense
Galium coloradoense är en måreväxtart som beskrevs av William Franklin Wight. Galium coloradoense ingår i släktet måror, och familjen måreväxter. Inga underarter finns listade i Catalogue of Life.